# Tony La Russa
Anthony La Russa, Jr., dit Tony La Russa (né le 4 octobre 1944 à Tampa, Floride) est un manager et joueur à la retraite des Ligues majeures de baseball. Il a dirigé trois équipes de 1979 à 2011 après avoir joué 132 matchs, principalement comme joueur de deuxième but, entre 1963 et 1973. Élu au Temple de la renommée du baseball, il y fait son entrée en juillet 2014.
Avec 2728 matchs gagnés de 1979 à 2011 comme manager de trois équipes, Tony La Russa est le troisième le plus victorieux de l'histoire derrière Connie Mack et John McGraw. En séries éliminatoires, seul Joe Torre compte plus de victoires. Gagnant du titre de gérant de l'année en quatre occasions avec trois clubs différents, La Russa a mené ses équipes à la Série mondiale à six reprises et est gagnant du titre avec les Athletics d'Oakland de 1989 puis les Cardinals de Saint-Louis de 2006 et 2011. Avec Sparky Anderson, il est le seul manager ayant remporté la Série mondiale avec un club de chaque ligue. Il est le manager le plus victorieux de la franchise des Cardinals, qu'il dirige pendant 16 ans.
Depuis le 17 mai 2014, il est à l'emploi des Diamondbacks de l'Arizona dans un poste de direction.

## Carrière de joueur
Tony La Russa décroche une diplôme en droit de université d'État de Floride en 1978 mais ne joue pas pour les Seminoles, le club de cet établissement scolaire. 
Il signe son premier contrat professionnel de joueur en 1962 avec les Athletics de Kansas City. Ce joueur de deuxième but évolue la majorité de sa carrière de joueur dans les Ligues mineures de baseball, ne disputant que 132 parties de Ligue majeure sur six saisons, espacés entre 1963 et 1973.
Il fait son début dans le baseball majeur avec les Athletics de Kansas City le 10 mai 1963 et joue 34 matchs avec eux au cours de cette saison. Lorsqu'il revient dans les majeures en 1968 après plusieurs autres saisons en ligues mineures, la franchise des Athletics est déménagée à Oakland, en Californie. La Russa dispute 122 parties pour les Athletics d'Oakland de 1968 à 1971 avant que son contrat ne soit racheté par l'équipe des Braves d'Atlanta. Il joue neuf matchs avec les Braves en 1971 et joue toute la saison suivante dans les mineures avec un club-école de la franchise. Le 20 octobre 1972, Atlanta échange La Russa aux Cubs de Chicago en retour du lanceur droitier Tom Phoebus. La Russa joue un dernier match dans le baseball majeur, son seul comme membre des Cubs, le 6 avril 1973.
Il met un terme à sa carrière de joueur en 1977 après avoir joué dans les ligues mineures avec, tour à tour, des équipes affiliées aux Cubs, aux Pirates de Pittsburgh, aux White Sox de Chicago et aux Cardinals de Saint-Louis.
Tony La Russa a joué 132 parties au total dans les majeures et affiché une faible moyenne au bâton de ,199 avec 35 coups sûrs et aucun coup de circuit. Il compte sept points produits et 15 points marqués.

## Carrière de manager
Tony La Russa amorce sa carrière de manager en 1978 en Southern League, une ligue mineure de classe Double-A. Il dirige avec beaucoup de succès (88 victoires contre 56 défaites) les Sox de Knoxville, dans le Tennessee. Il s'agit d'un club de ligues mineures affilié aux White Sox de Chicago de la Ligue majeure. L'année suivante (1979) il gradue avec un club de niveau Triple-A et est à la tête des Iowa Oaks dans l'Association américaine. En fin d'année, il obtient sa première occasion de diriger un club au niveau majeur lorsque les White Sox de Chicago lui donnent sa première chance.

### White Sox de Chicago
La Russa a la tâche de redresser une équipe en déroute, les White Sox de Chicago, lorsque la formation de la Ligue majeure de baseball lui offre son premier poste de manager au plus haut niveau à la fin de l'année 1979. La Russa succède à Don Kessinger le 3 août 1979. La Russa célèbre sa première victoire ce jour-là à Toronto contre les Toronto. Héritant d'une équipe occupant la cinquième place dans la division Ouest avec 46 victoires et 60 défaites sous les ordres de Kessinger, La Russa mène ses troupes à un dossier honorable de 27-27 dans les 54 dernières parties de la saison. Les White Sox terminent cinquièmes, néanmoins, avec une fiche de 73-87.
La Russa demeure gérant des White Sox jusqu'en 1986 et la franchise, qui n'a connu que deux saisons avec plus de matchs gagnés que de perdus de 1968 à 1981, remonte graduellement la pente. Après une saison de 54 gains contre 52 revers dans la saison 1981 écourtée par une grève des joueurs, les Sox deviennent l'une des bonnes équipes de la Ligue américaine dans les années suivantes. Ils terminent troisièmes avec un dossier de 87-75 en 1982 puis La Russa les mène à une campagne de 99 victoires et 63 revers en 1983, bon pour leur premier championnat de division depuis 1959. Espérant jouer en Série mondiale pour la première fois depuis leur défaite en grande finale cette saison-là, les White Sox échouent cependant en Série de championnat 1983 de la Ligue américaine face aux éventuels champions du monde, les Orioles de Baltimore, qui les éliminent avec trois victoires contre une seule pour Chicago. Il reçoit le premier de ses quatre prix de manager de l'année après la saison. L'année 1983 est d'ailleurs la première saison où ce prix est remis par la Ligue américaine de baseball.
L'année qui suit (1984) est difficile, le club chutant de la première à la cinquième place dans sa division avec une mauvaise saison de 74-88. Les Sox rebondissent avec 85 gains en 162 parties en 1985, bon pour une troisième place. Mais un faux départ en 1986 mène au congédiement de La Russa. Il est remplacé après le match du 19 juin, l'équipe n'ayant gagné que 26 de ses 64 premières parties de la saison. Jim Fregosi lui succède quelques jours après.
Tony La Russa a dirigé les White Sox pour 1035 matchs en 8 saisons. Avec 522 parties gagnées contre 510 défaites, son pourcentage de victoires comme manager du club est de ,506.

### Athletics d'Oakland
La Russa ne met guère de temps pour se trouver un nouvel emploi après avoir quitté les White Sox. Le 7 juillet 1986 il dirige son premier match comme manager des Athletics d'Oakland, l'équipe pour laquelle il avait évolué le plus longtemps durant sa carrière de joueur. Lorsqu'il devient le troisième homme à diriger les Athletics en 1986, après Jackie Moore et Jeff Newman, la formation croupit au dernier rang de la division Ouest de la Ligue américaine avec seulement 31 victoires en 83 parties. Avec 45 gains contre 34 revers en deuxième moitié d'année sous les ordres de La Russa, Oakland grimpe au troisième rang du classement et complètent la saison avec une fiche victoires-défaites de 76-86.
Les A's d'Oakland deviennent rapidement l'une des forces du baseball majeur et participent trois saisons consécutives à la Série mondiale. Ils ne remportent qu'un seul titre, cependant. Après avoir été vaincu par les Dodgers de Los Angeles en Série mondiale 1988, ils remportent le titre ultime en Série mondiale 1989 sur les Giants de San Francisco. L'automne suivant, ils sont reversés par les Reds de Cincinnati en Série mondiale 1990. Lors de leurs deux défaites en finale, les A's étaient les favoris après des saisons régulières de 104 et 103 victoires, respectivement.
Les 104 victoires de la saison 1988 représentent toujours, en date de 2011, le record depuis l'arrivée de l'équipe à Oakland et le plus grand nombre de matchs remportés depuis la saison 1931 alors que la franchise était établie à Philadelphie.
Pendant l'ère La Russa à Oakland, la franchise remporte quatre titres de divisions, le dernier en 1992 avant d'être éliminés par les futurs champions du baseball, les Blue Jays de Toronto, en Série de championnat de la Ligue américaine.
La Russa quitte les Athletics après la saison 1995. Il a dirigé l'équipe pour 1471 parties en une décennie. Le pourcentage de victoires des A's durant cette période se chiffre à ,542 avec 798 matchs gagnés contre 673 défaites. La Russa est nommé gérant de l'année de la Ligue américaine en 1988 et 1992.

### Cardinals de Saint-Louis

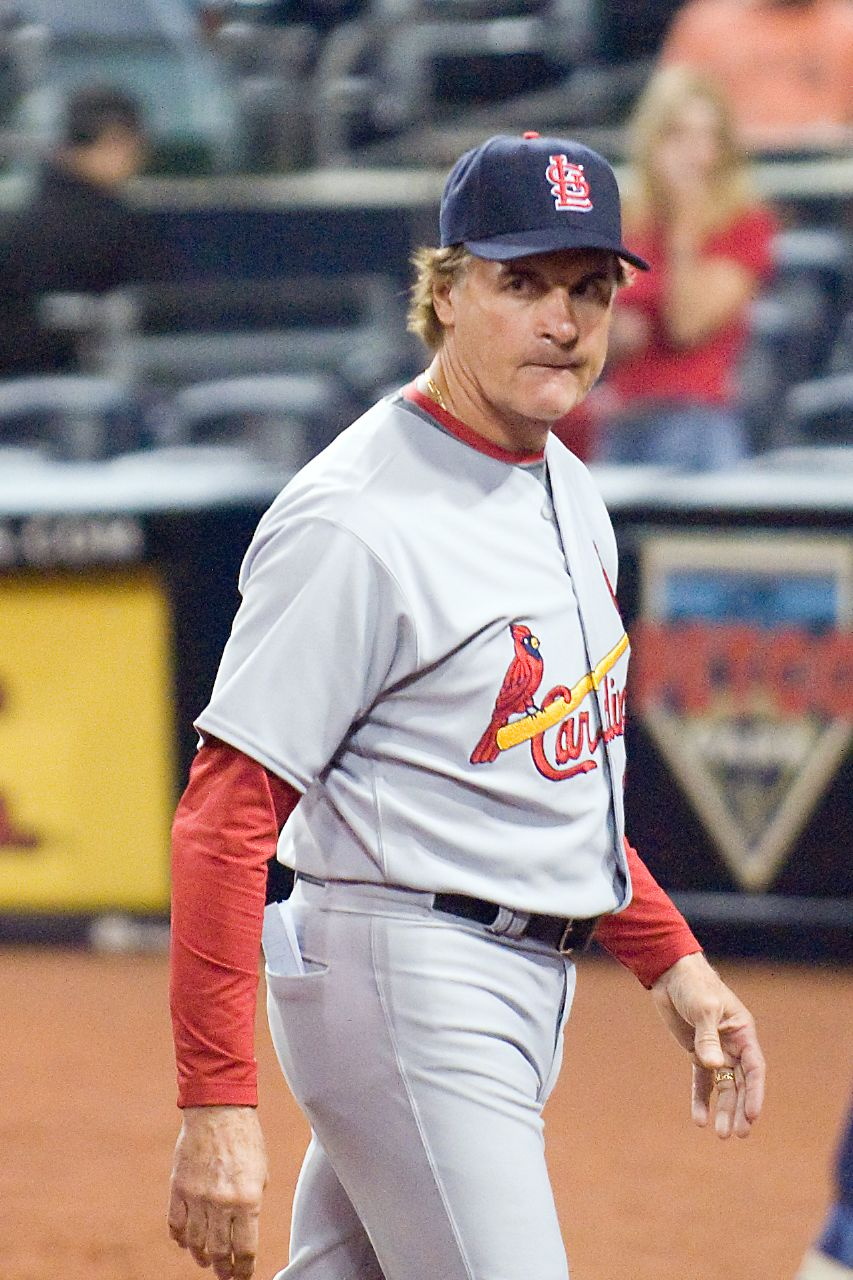
Tony La Russa dans son uniforme des Cardinals en 2008.

Tony La Russa prend au début de la saison de baseball 1996 les commandes des Cardinals de Saint-Louis, et ce pour 16 saisons. Dès sa première année, l'équipe remporte le championnat de la division Centrale de la Ligue nationale de baseball et accède aux séries éliminatoires, pour être cependant battue par les Braves d'Atlanta en Série de championnat au terme d'un affrontement qui va à la limite de sept matchs.
Les Cardinals remportent sept titres de section (1996, 2000, 2002, 2004, 2005, 2006, 2009) en 16 ans pendant l'ère La Russa et ajoutent deux qualifications en séries éliminatoires comme meilleurs deuxièmes (2001 et 2011) durant cette période. Ils sont battus en Série mondiale 2004 par les Red Sox de Boston mais remportent deux titres mondiaux.
En 2006, les Cardinals remportent une courte victoire sur les Astros de Houston dans la course au championnat de la division Centrale et finissent premiers malgré un dossier de 83 victoires et 78 défaites. Ils deviennent l'équipe avec la plus mauvaise fiche en saison régulière à remporter tout de même le titre mondial, alors qu'ils prévalent sur les Tigers de Détroit en Série mondiale 2006. C'est un deuxième succès en grande finale pour La Russa et la première conquête du titre par Saint-Louis depuis l'automne 1982.
L'un des quatre managers dans l'histoire à avoir été nommé manager de l'année dans les deux ligues, Nationale et Américaine, La Russa reçoit ce prix en 2002 après une saison de 97 victoires et un nouveau championnat de division des Cardinals.
La Russa est le gérant comptant le plus grand nombre de victoires dans l'histoire de la franchise des Cardinals. Le 18 octobre 2010, alors que son contrat vient de prendre fin, son retour à la barre de l'équipe de Saint-Louis est confirmé pour la saison 2011.
En 2011, les Cards remportent contre toute attente la qualification de justesse pour les séries éliminatoires après une fin de saison historique qui les voit devancer les Braves d'Atlanta comme meilleurs deuxièmes de la Ligue nationale au dernier jour du calendrier régulier. En éliminatoires, ils disposent des favoris, les Phillies de Philadelphie, au premier tour avant de battre les Brewers de Milwaukee en Série de championnat. Opposés aux Rangers du Texas en Série mondiale 2011, les Cardinals font face à l'élimination dans le sixième match de la série au meilleur de sept parties. À une seule prise de perdre le titre en deux occasions, ils arrachent une victoire puis remportent le septième et ultime duel le 28 octobre pour la 11e victoire de la franchise en Série mondiale. Il s'agit d'un troisième titre pour La Russa en six séries finales du baseball majeur. Le 31 octobre 2011, il annonce sa retraite après 33 années comme manager dans les grandes ligues.
La Russa a dirigé 2591 parties des Cardinals. Sa fiche : 1408 victoires, 1182 défaites pour un pourcentage de victoires en saison régulière de ,544.

## Assistant au commissaire
Après son départ des terrains, La Russa devient assistant spécial au commissaire du baseball.

## Temple de la renommée du baseball
Le 9 décembre 2013, Tony La Russa est admis au Temple de la renommée du baseball. Il y fera son entrée en compagnie de deux autres gérants élus en même temps que lui, Joe Torre et Bobby Cox, lors d'une cérémonie à Cooperstown le 27 juillet 2014.

## Diamondbacks de l'Arizona
Le 17 mai 2014, La Russa est engagé par les Diamondbacks de l'Arizona dans un poste de direction nouvellement créé, où il est entre autres chargé de superviser le directeur-gérant Kevin Towers et le gérant Kirk Gibson.

### Retour avec les White Sox de Chicago
Le 29 octobre 2020 La Russa redevient le gérant des White Sox de Chicago trente-quatre ans après avoir été congédié par cette même équipe en remplacement de Rick Renteria. À 76 ans il devient le doyen des gérants de la Ligue majeure de baseball.

## Bilan de manager
| Équipe | Année  | Saison régulière | Saison régulière | Saison régulière | Saison régulière |  | Séries éliminatoires | Séries éliminatoires | Séries éliminatoires | Séries éliminatoires             |
| Équipe | Année  | Vic.             | Déf.             | % Vic.           | Place            |  | Vic.                 | Déf.                 | % Vic.               | Résultats                        |
| CHW    | 1979   | 27               | 27               | 0,500            | 5e AL Ouest      |  | -                    | -                    | -                    |                                  |
| CHW    | 1980   | 70               | 90               | 0,437            | 5e AL Ouest      |  | -                    | -                    | -                    |                                  |
| CHW    | 1981   | 54               | 52               | 0,509            | 3e AL Ouest      |  | -                    | -                    | -                    |                                  |
| CHW    | 1982   | 87               | 75               | 0,537            | 3e AL Ouest      |  | -                    | -                    | -                    |                                  |
| CHW    | 1983   | 99               | 63               | 0,611            | 1e AL Ouest      |  | 1                    | 3                    | 0,250                | Finaliste de la Ligue américaine |
| CHW    | 1984   | 74               | 88               | 0,456            | 5e AL Ouest      |  | -                    | -                    | -                    |                                  |
| CHW    | 1985   | 85               | 77               | 0,524            | 3e AL Ouest      |  | -                    | -                    | -                    |                                  |
| CHW    | 1986   | 26               | 38               | 0,406            | 5e AL Ouest      |  | -                    | -                    | -                    |                                  |
| OAK    | 1986   | 45               | 34               | 0,570            | 3e AL Ouest      |  | -                    | -                    | -                    |                                  |
| OAK    | 1987   | 81               | 81               | 0,500            | 3e AL Ouest      |  | -                    | -                    | -                    |                                  |
| OAK    | 1988   | 104              | 58               | 0,641            | 1e AL Ouest      |  | 5                    | 4                    | 0,555                | Finaliste de la Série mondiale   |
| OAK    | 1989   | 99               | 63               | 0,611            | 1e AL Ouest      |  | 8                    | 1                    | 0,888                | Vainqueur de la Série mondiale   |
| OAK    | 1990   | 103              | 59               | 0,635            | 1e AL Ouest      |  | 4                    | 4                    | 0,500                | Finaliste de la Série mondiale   |
| OAK    | 1991   | 84               | 78               | 0,518            | 4e AL Ouest      |  | -                    | -                    | -                    |                                  |
| OAK    | 1992   | 96               | 66               | 0,592            | 1e AL Ouest      |  | 2                    | 4                    | 0,333                | Finaliste de la Ligue américaine |
| OAK    | 1993   | 68               | 94               | 0,419            | 7e AL Ouest      |  | -                    | -                    | -                    |                                  |
| OAK    | 1994   | 51               | 63               | 0,447            | 2e AL Ouest      |  | -                    | -                    | -                    |                                  |
| OAK    | 1995   | 67               | 77               | 0,465            | 4e AL Ouest      |  | -                    | -                    | -                    |                                  |
| STL    | 1996   | 88               | 74               | 0,543            | 1e NL Centrale   |  | 6                    | 4                    | 0,600                |                                  |
| STL    | 1997   | 73               | 89               | 0,450            | 4e NL Centrale   |  | -                    | -                    | -                    |                                  |
| STL    | 1998   | 83               | 79               | 0,512            | 3e NL Centrale   |  | -                    | -                    | -                    |                                  |
| STL    | 1999   | 75               | 86               | 0,465            | 4e NL Centrale   |  | -                    | -                    | -                    |                                  |
| STL    | 2000   | 95               | 67               | 0,586            | 1e NL Centrale   |  | 4                    | 4                    | 0,500                | Finaliste de la Ligue nationale  |
| STL    | 2001   | 93               | 69               | 0,574            | 2e NL Centrale   |  | 2                    | 3                    | 0,400                | Éliminés en Séries de divisions  |
| STL    | 2002   | 97               | 65               | 0,598            | 1e NL Centrale   |  | 4                    | 4                    | 0,500                | Finaliste de la Ligue nationale  |
| STL    | 2003   | 85               | 77               | 0,524            | 3e NL Centrale   |  | -                    | -                    | -                    |                                  |
| STL    | 2004   | 105              | 57               | 0,648            | 1e NL Centrale   |  | 7                    | 8                    | 0,466                | Finaliste de la Série mondiale   |
| STL    | 2005   | 100              | 62               | 0,617            | 1e NL Centrale   |  | 5                    | 4                    | 0,555                | Finaliste de la Ligue nationale  |
| STL    | 2006   | 83               | 78               | 0,515            | 1e NL Centrale   |  | 11                   | 5                    | 0,687                | Vainqueur de la Série mondiale   |
| STL    | 2007   | 78               | 84               | 0,481            | 3e NL Centrale   |  | -                    | -                    | -                    |                                  |
| STL    | 2008   | 86               | 76               | 0,531            | 4e NL Centrale   |  | -                    | -                    | -                    |                                  |
| STL    | 2009   | 91               | 71               | 0,562            | 1e NL Centrale   |  | 0                    | 3                    | ,000                 | Éliminés en Séries de divisions  |
| STL    | 2010   | 86               | 76               | 0,531            | 2e NL Centrale   |  | -                    | -                    | -                    |                                  |
| STL    | 2011   | 90               | 72               | 0,556            | 2e NL Centrale   |  | 11                   | 7                    | ,611                 | Vainqueur de la Série mondiale   |
| Totaux | Totaux | 2728             | 2365             | 0,536            |                  |  | 70                   | 58                   | 0,547                | 3 Séries mondiales               |

## Vie personnelle
La Russa a poursuivi Twitter en juin 2009 pour des tweets publiés par un imposteur se faisant passer pour lui. La procédure légale a amené Twitter à créer les comptes certifiés (verified accounts) pour les personnalités publiques,.